# Tour de Petřín

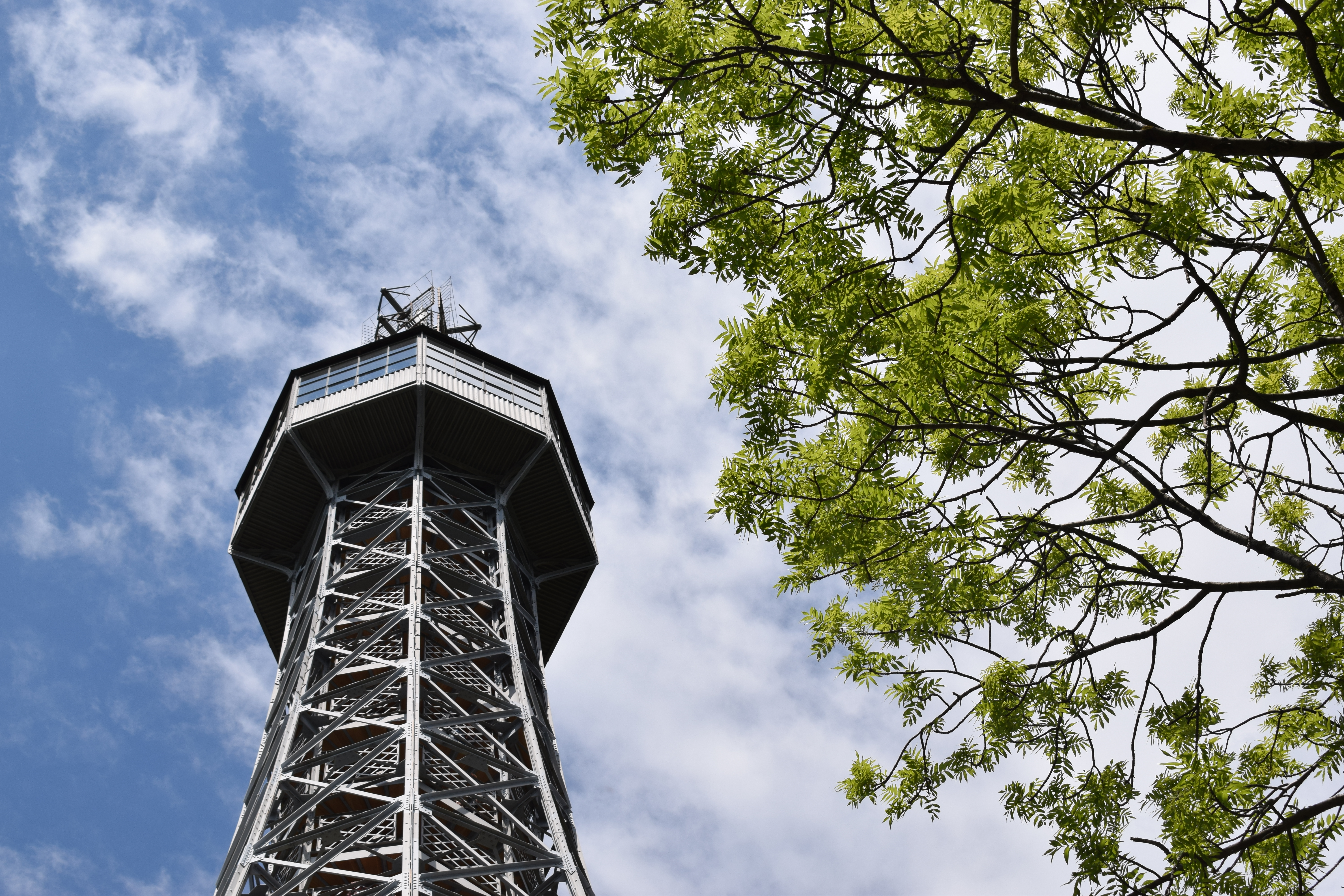
Le sommet de la tour de Petřín ; à droite, un frêne élevé. Mai 2018.

La tour de Petřín (en tchèque Petřínská rozhledna) est une tour en acier, d'une hauteur de 60 mètres qui domine la ville de Prague. 

## Histoire
La tour de Petřín a été construite en 1891 à l'occasion de l'exposition jubilaire générale de Prague. Elle a été employée comme tour d'observation aussi bien que comme tour hertzienne.
Aujourd'hui la tour de Petřín est une attraction touristique importante. Située à une demi-heure de marche depuis le bas de la colline de Petřín, par des chemins glissants en hiver. La colline est desservie par un funiculaire. La tour a un ascenseur pour les handicapés.
Par temps clair, la tour offre une bonne vue panoramique sur Prague. Il est possible de voir le mont Říp, le massif central tchèque et les Monts des Géants. Elle est ouverte de 10 heures à 19-22 heures chaque jour d'avril à octobre. Elle n'est ouverte que les week-ends à partir de novembre jusqu'à mars, de 10 heures à 17 heures. Il y a une boutique de cadeaux, un labyrinthe de miroirs, et une petite cafétéria au niveau principal. Au niveau le plus bas il y a un petit musée de Jára Cimrman.

## La tour de Petřín et la tour Eiffel
La tour de Petřín est souvent décrite comme une version réduite de la tour Eiffel. Ce n'est cependant pas tout à fait correct. Contrairement à la tour Eiffel, celle de Petřín a un plan octogonal. En outre, elle ne repose pas comme sa grande sœur sur quatre colonnes d'acier de trellis. Sa conception ressemble plus à celle de la tour d'observation de Götzinger Höhe près de Neustadt. Contrairement aux deux tours, l'espace intercalaire sous ses jambes est couvert par un hall d'entrée. En plus de l'ascenseur, un escalier à double hélice permet aux visiteurs de monter sans croiser ceux qui descendent.